# Хустянська волость
Хустянська волость — адміністративно-територіальна одиниця Роменського повіту Полтавської губернії з центром на хуторі Глушків.
Станом на 1885 рік складалася з 111 поселень, 2 сільських громад. Населення — 7697 осіб (3787 чоловічої статі та 3910 — жіночої), 1011 дворових господарств.
|                     | Площа, десятин | У тому числі орної, дес. |
| ------------------- | -------------- | ------------------------ |
| Сільських громад    | 8049           | 6074                     |
| Приватної власності | 1628           | 905                      |
| Іншої власності     | —              | —                        |
| Загалом             | 9677           | 6979                     |

Основне поселення волості:
- Глушків — колишній державний хутір за 33 версти від повітового міста, 67 осіб, 16 дворів, постоялий будинок, 2 вітряних млини.

Старшинами волості були:
- 1900 року — козак Антон Феодосійович Картавий[2];
- 1904 року — козак Іван Опанасович Турчин[3];
- 1906—1907 роках — козак Кирило Давидович Шевченко[4],[5];
- 1913 року — Антон Черненко[6];
- 1915—1916 роках — козак Гаврило Кіндратович Шевченко[7],[8].